# Молитвена броеница
Молитвената броеница е вид броеница, обикновено от нишка в затворен контур, на която са нанизани определен брой топчета от различни минерали, скъпоценни и полускъпоценни камъни, стъкло, кехлибар, дърво или кожени възли. Използват се от практикуващите различни религии като индуизма, будизма, християнството, исляма и сикхизма и други за да отбележат повторенията на молитвите, песнопенията или мантри, подпомагайки концентрацията и ритъма. Всяка молитва се отброява с едно мънисто. Броят на мънистата зависи от религията. Молитвените броеници могат да наподобяват гердан.
Първите броеници са открити в Африка и датират от 10 000 години пр.н.е.